# Le Bergues
Le Bergues is een Frans-Vlaamse kaas uit Sint-Winoksbergen (Frans: Bergues), vlak bij Duinkerke in het Noorderdepartement. De kaas is gebaseerd op de Hollandse kazen uit de 18e eeuw. De melk die gebruikt werd voor het maken van de kaas werd eerst van de room ontdaan. Daarna werd het kaasmaak-proces gestart. De kaas heeft nu wel een duidelijk eigen karakter en lijkt in niets op de huidige Hollandse kaas.
De kaas is een gewassen korstkaas, dat wil zeggen dat gedurende de rijpingstijd van een twintigtal dagen de kaas elke dag gewassen wordt. Niet met het gebruikelijke pekelwater, maar met bier. Rijping vindt plaats in rijpingsruimtes die “Hoffsteads” genoemd worden. De kaas is moeilijk te vinden, behalve in de directe omgeving van Sint-Winoksbergen.